# Honjin

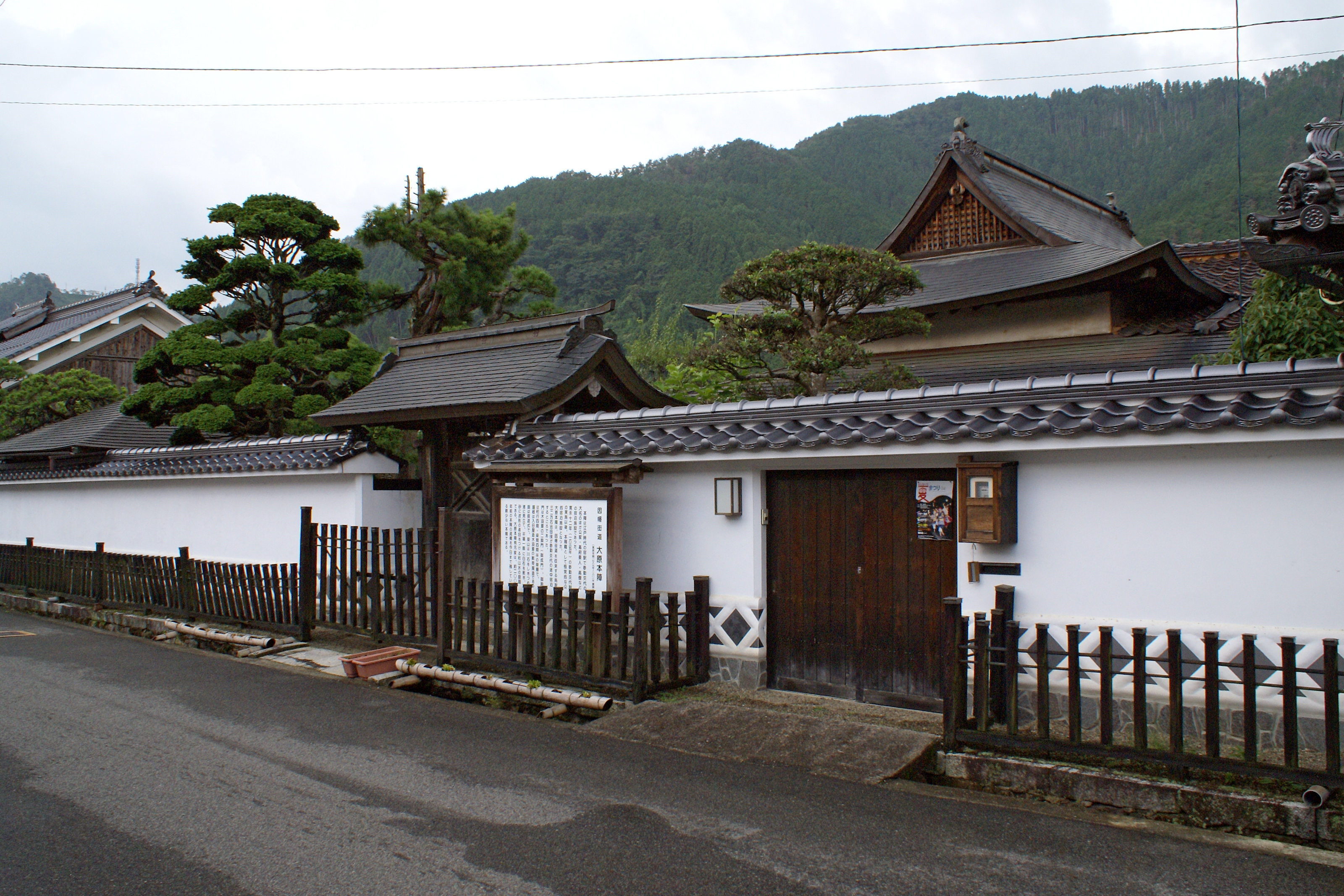
Le honjin de la station Ōhara-shuku de la grand'route Inaba Kaidō.

Honjin (本陣) est le mot japonais désignant une auberge destinée aux fonctionnaires du gouvernement lorsqu'ils voyageaient sur les grand-routes du Japon, et généralement située dans les relais (shukuba) à la fin de l'ère Edo.

## Évolution deshonjin
Les honjin étaient initialement des lieux d'où les généraux dirigeaient les batailles qu'ils menaient ; il s'agissait donc par essence de structures temporaires. Cependant, lorsque les chefs d'armée commencèrent à transformer les honjin en logements temporaires pour la bataille et le voyage, ces honjin en vinrent à évoluer vers des lieux où les daimyos et les autres représentants du shogun, y compris les hatamoto, les monzeki, etc., se voyaient autorisés à séjourner durant leurs voyages.
Beaucoup de honjin étaient de fait les résidences personnelles de chefs de village ou de ville. En tant que tels, ils accueillaient les envoyés officiels du gouvernement, et développèrent leurs résidences en conséquence. En reconnaissance de leur coopération, les propriétaires de honjin bénéficièrent également de privilèges spéciaux. Les voyageurs ordinaires n'étaient pas autorisés à séjourner dans les honjin et ceci quelle que soit leur situation de fortune.